# 汪熙
汪熙（1920年—2016年12月26日），安徽休宁人，中华人民共和国政治人物。

## 生平
1942年，毕业于四川大学经济系，1947年在美国宾夕法尼亚大学研究生院毕业，获工商管理硕士学位。1948年返国后，长期从事中国近代经济史，中美关系史和国际经济关系等学科的教学和研究。担任复旦大学历史系教授，博士生导师、美国研究中心副主任，中国国际经济合作学会理事。专长国际关系和国际贸易。讲授过中美关系史、中美经济关系等课程。有《关于买办和买办制度》、《沦晚清的官督商办》。主编《国际贸易概论》、《中美关系史》。合编有《盛宣怀档案资料选辑》、《英美烟茸公司在华企业资料汇编》。2016年12月26日，逝世。

## 家庭
妻子是中国民主建国会中央委员会原常务委员董幼娴。